# Coppa Italia 2021-2022
La Coppa Italia 2021-2022, denominata a partire dai sedicesimi di finale Coppa Italia Frecciarossa per ragioni di sponsorizzazione, è stata la 75ª edizione della manifestazione calcistica. È iniziata il 7 agosto 2021 e si è conclusa l'11 maggio 2022.
Il torneo è stato vinto dall'Inter, all'ottavo successo nella manifestazione.

## Formula
A partire da questa edizione, la formula viene rinnovata, con 44 squadre partecipanti: 20 club di Serie A, 20 di Serie B e 4 club di Serie C. A seconda del campionato in cui militano nella stagione attuale, tali squadre esordiscono nel torneo partendo da turni diversi.
L'intera competizione si svolge ad eliminazione diretta, con partite secche in ogni turno ad eccezione delle semifinali: queste ultime si articolano su andata e ritorno, con il criterio dei gol in trasferta. In caso di parità allo scadere dei tempi regolamentari, la vincitrice viene individuata dai supplementari e dagli eventuali rigori. Sono confermate un massimo di cinque sostituzioni, da effettuare utilizzando un massimo di tre interruzioni di gioco, come accaduto nell'edizione precedente; nel caso di supplementari si ha a disposizione una quarta interruzione di gioco e, a differenza dell'edizione precedente, è possibile effettuare una sesta sostituzione.
Le squadre che hanno terminato il campionato di Serie A nelle prime otto posizioni ("teste di serie") sono ammesse direttamente agli ottavi di finale. Durante i turni eliminatori, ad usufruire del fattore campo è la squadra col numero di tabellone più basso; anche nella fase finale è applicata tale regola, in particolare nelle semifinali serve a definire la squadra che giocherà in casa la partita di ritorno. Diversamente dalle precedenti edizioni, i numeri di tabellone non sono più assegnati mediante sorteggio ma esclusivamente con criterio meritocratico: il numero 1 spetta alla detentrice del trofeo, mentre i numeri successivi (dal 2 al 44) sono assegnati seguendo le classifiche dei campionati di Serie A, B e C della stagione precedente.
La finale è in programma allo Stadio Olimpico di Roma.

### Struttura del torneo
|                               | Squadre che entrano in questo turno | Squadre qualificate dal turno precedente |
| ----------------------------- | --- | ---------------------------------------- |
| Turno preliminare (8 squadre) | - 4 squadre di Serie B (le 3 squadre vincitrici dei tre gironi del campionato di Serie C precedente, cui sono attribuiti i numeri di tabellone dal 37 al 39, e la squadra vincitrice dei play-off del campionato di Serie C precedente, che si è anche classificata al secondo posto del suo girone, cui è attribuito il numero 40) - 4 squadre di Serie C (le altre due squadre seconde classificate nei gironi del campionato di Serie C precedente, cui sono attribuiti i numeri di tabellone 41 e 42, e le due squadre meglio classificate fra quelle che hanno disputato il secondo turno della fase play-off nazionale del campionato di Serie C precedente, cui sono attribuiti i numeri 43 e 44) |                                          |
| Trentaduesimi (32 squadre)    | - 12 squadre di Serie A (le squadre posizionate dal 9º al 17º posto nel campionato di Serie A precedente e le tre squadre promosse in Serie A nella stagione precedente, cui sono attribuiti i numeri di tabellone dal 9 al 20) - 4 squadre di Serie B (le 3 squadre retrocesse dal campionato di Serie A precedente e la squadra perdente della finale play-off del campionato di Serie B precedente, cui sono attribuiti i numeri di tabellone dal 21 al 24) - 12 squadre di Serie B (le squadre posizionate dal 3º al 17º posto nel campionato di Serie B precedente, cui sono attribuiti i numeri di tabellone dal 25 al 36)                                                                         | - 4 vincenti del turno preliminare       |
| Sedicesimi (16 squadre)       | | - 16 vincenti dei trentaduesimi          |
| Fase finale (16 squadre)      | - 8 squadre di Serie A ("teste di serie" del torneo, cui sono attribuiti i numeri di tabellone dall'1 all'8) | - 8 vincenti dei sedicesimi              |

## Calendario
Il calendario è stato ufficializzato dalla Lega Serie A il 12 luglio 2021.
| Fase              | Turno             | Andata                      | Ritorno                     |
| ----------------- | ----------------- | --------------------------- | --------------------------- |
| Turni eliminatori | Turno preliminare | 7-8 agosto 2021             | 7-8 agosto 2021             |
| Turni eliminatori | Trentaduesimi     | 13-14-15-16 agosto 2021     | 13-14-15-16 agosto 2021     |
| Turni eliminatori | Sedicesimi        | 14-15-16 dicembre 2021      | 14-15-16 dicembre 2021      |
| Fase finale       | Ottavi di finale  | 12-13-18-19-20 gennaio 2022 | 12-13-18-19-20 gennaio 2022 |
| Fase finale       | Quarti di finale  | 8-9-10 febbraio 2022        | 8-9-10 febbraio 2022        |
| Fase finale       | Semifinali        | 1º-2 marzo 2022             | 19-20 aprile 2022           |
| Fase finale       | Finale            | 11 maggio 2022              | 11 maggio 2022              |

## Squadre
| Squadre  | Rank    |
| Serie A  | Serie A |
| -------- | ------- |
| Juventus | 1       |
| Inter    | 2       |
| Milan    | 3       |
| Atalanta | 4       |
| Napoli   | 5       |
| Lazio    | 6       |
| Roma     | 7       |
| Sassuolo | 8       |

| Squadre     | Rank    |
| Serie A     | Serie A |
| ----------- | ------- |
| Sampdoria   | 9       |
| Verona      | 10      |
| Genoa       | 11      |
| Bologna     | 12      |
| Fiorentina  | 13      |
| Udinese     | 14      |
| Spezia      | 15      |
| Cagliari    | 16      |
| Torino      | 17      |
| Empoli      | 18      |
| Salernitana | 19      |
| Venezia     | 20      |
| Serie B     |         |
| Benevento   | 21      |
| Crotone     | 22      |
| Parma       | 23      |
| Cittadella  | 24      |

| Squadre      | Rank    |
| Serie B      | Serie B |
| ------------ | ------- |
| Monza        | 25      |
| Lecce        | 26      |
| Brescia      | 27      |
| SPAL         | 28      |
| Frosinone    | 29      |
| Reggina      | 30      |
| L.R. Vicenza | 31      |
| Cremonese    | 32      |
| Pisa         | 33      |
| Pordenone    | 34      |
| Ascoli       | 35      |
| Cosenza      | 36      |

| Squadre     | Rank    |
| Serie B     | Serie B |
| ----------- | ------- |
| Ternana     | 37      |
| Perugia     | 38      |
| Como        | 39      |
| Alessandria | 40      |
| Serie C     |         |
| Padova      | 41      |
| Catanzaro   | 42      |
| Südtirol    | 43      |
| Avellino    | 44      |

## Partite

### Turni eliminatori

#### Turno preliminare
| Squadra 1 | Risultato       | Squadra 2   |
| --------- | --------------- | ----------- |
| Padova    | 0 - 2 (dts)     | Alessandria |
| Ternana   | 1 - 1 (4-3 dtr) | Avellino    |
| Perugia   | 1 - 0           | Südtirol    |
| Como      | 2 - 2 (3-4 dtr) | Catanzaro   |

#### Trentaduesimi
| Squadra 1   | Risultato       | Squadra 2    |
| ----------- | --------------- | ------------ |
| Sampdoria   | 3 - 2           | Alessandria  |
| Torino      | 0 - 0 (4-1 dtr) | Cremonese    |
| Cagliari    | 3 - 1           | Pisa         |
| Cittadella  | 2 - 1           | Monza        |
| Fiorentina  | 4 - 0           | Cosenza      |
| Benevento   | 2 - 1 (dts)     | SPAL         |
| Venezia     | 1 - 1 (8-7 dtr) | Frosinone    |
| Bologna     | 4 - 5           | Ternana      |
| Genoa       | 3 - 2           | Perugia      |
| Salernitana | 2 - 0           | Reggina      |
| Udinese     | 3 - 1           | Ascoli       |
| Crotone     | 2 - 2 (4-2 dtr) | Brescia      |
| Pordenone   | 1 - 3           | Spezia       |
| Parma       | 1 - 3           | Lecce        |
| Empoli      | 4 - 2           | L.R. Vicenza |
| Verona      | 3 - 0           | Catanzaro    |

#### Sedicesimi
| Squadra 1  | Risultato | Squadra 2   |
| ---------- | --------- | ----------- |
| Sampdoria  | 2 - 1     | Torino      |
| Cagliari   | 3 - 1     | Cittadella  |
| Fiorentina | 2 - 1     | Benevento   |
| Venezia    | 3 - 1     | Ternana     |
| Genoa      | 1 - 0     | Salernitana |
| Udinese    | 4 - 0     | Crotone     |
| Spezia     | 0 - 2     | Lecce       |
| Verona     | 3 - 4     | Empoli      |

### Fase finale

#### Ottavi di finale
| Squadra 1 | Risultato   | Squadra 2  |
| --------- | ----------- | ---------- |
| Juventus  | 4 - 1       | Sampdoria  |
| Sassuolo  | 1 - 0       | Cagliari   |
| Napoli    | 2 - 5 (dts) | Fiorentina |
| Atalanta  | 2 - 0       | Venezia    |
| Milan     | 3 - 1 (dts) | Genoa      |
| Lazio     | 1 - 0 (dts) | Udinese    |
| Roma      | 3 - 1       | Lecce      |
| Inter     | 3 - 2 (dts) | Empoli     |

#### Quarti di finale
| Squadra 1 | Risultato | Squadra 2  |
| --------- | --------- | ---------- |
| Juventus  | 2 - 1     | Sassuolo   |
| Atalanta  | 2 - 3     | Fiorentina |
| Milan     | 4 - 0     | Lazio      |
| Inter     | 2 - 0     | Roma       |

#### Semifinali
| Squadra 1  | Totale | Squadra 2 | Andata | Ritorno |
| ---------- | ------ | --------- | ------ | ------- |
| Fiorentina | 0 - 3  | Juventus  | 0 - 1  | 0 - 2   |
| Milan      | 0 - 3  | Inter     | 0 - 0  | 0 - 3   |

#### Finale
| Arbitro: | Valeri (Roma 2) |

|                              |           |                                                           |
| Alex Sandro 50’ Vlahović 52’ | Marcatori | 7’ Barella 80’ (rig.) Çalhanoğlu 99’ (rig.), 102’ Perišić |

| Juventus | Inter |

|                      |                      |                         |           |     |
|                      |                      |                         |           |     |
| P                    | 36                   | Mattia Perin            |           |     |
| D                    | 6                    | Danilo                  |           | 41’ |
| D                    | 4                    | Matthijs de Ligt        |           |     |
| D                    | 3                    | Giorgio Chiellini       |           | 84’ |
| D                    | 12                   | Alex Sandro             |           | 91’ |
| C                    | 11                   | Juan Cuadrado           |           |     |
| C                    | 28                   | Denis Zakaria           |           | 67’ |
| C                    | 25                   | Adrien Rabiot           |           |     |
| C                    | 20                   | Federico Bernardeschi   |           | 67’ |
| A                    | 10                   | Paulo Dybala            |           | 99’ |
| A                    | 7                    | Dušan Vlahović          |           |     |
| A disposizione:      |                      |                         |           |     |
| P                    | 1                    | Wojciech Szczęsny       |           |     |
| P                    | 23                   | Carlo Pinsoglio         |           |     |
| C                    | 5                    | Arthur                  |           | 84’ |
| A                    | 9                    | Álvaro Morata           |           | 41’ |
| D                    | 17                   | Luca Pellegrini         |           | 91’ |
| A                    | 18                   | Moise Kean              |           | 99’ |
| D                    | 19                   | Leonardo Bonucci        |           | 67’ |
| D                    | 24                   | Daniele Rugani          |           |     |
| C                    | 27                   | Manuel Locatelli        | 90+2’     | 67’ |
| A                    | 38                   | Marley Aké              |           |     |
| C                    | 41                   | Hans Nicolussi Caviglia |           |     |
| C                    | 47                   | Fabio Miretti           |           |     |
| Allenatore:          |                      |                         |           |     |
| Massimiliano Allegri | Massimiliano Allegri | Massimiliano Allegri    | 83’, 104’ |     |

|                 |    |                     |      |       |      |
|                 |    |                     |      |       |      |
| P               | 1  | Samir Handanovič    |      |       |      |
| D               | 37 | Milan Škriniar      |      |       |      |
| D               | 6  | Stefan de Vrij      |      |       |      |
| D               | 33 | Danilo D'Ambrosio   |      | 64’   |      |
| C               | 36 | Matteo Darmian      |      | 64’   |      |
| C               | 23 | Nicolò Barella      |      |       |      |
| C               | 77 | Marcelo Brozović    | 55’  |       |      |
| C               | 20 | Hakan Çalhanoğlu    |      | 90+1’ |      |
| C               | 14 | Ivan Perišić        |      |       |      |
| A               | 10 | Lautaro Martínez    |      | 90+1’ |      |
| A               | 9  | Edin Džeko          |      | 63’   |      |
| A disposizione: |    |                     |      |       |      |
| P               | 21 | Alex Cordaz         |      |       |      |
| P               | 97 | Ionuț Radu          |      |       |      |
| C               | 2  | Denzel Dumfries     |      | 64’   |      |
| C               | 5  | Roberto Gagliardini |      |       |      |
| A               | 7  | Alexis Sánchez      |      | 90+1’ |      |
| D               | 13 | Andrea Ranocchia    |      |       |      |
| C               | 18 | Robin Gosens        |      |       |      |
| A               | 19 | Joaquín Correa      |      | 63’   |      |
| C               | 22 | Arturo Vidal        | 119’ | 90+1’ |      |
| D               | 32 | Federico Dimarco    |      | 64’   | 116’ |
| A               | 88 | Felipe Caicedo      |      |       |      |
| D               | 95 | Alessandro Bastoni  |      |       | 116’ |
| Allenatore:     |    |                     |      |       |      |
| Simone Inzaghi  |    |                     |      |       |      |

| Assistenti arbitrali: Alessandro Giallatini (Roma 2) Fabiano Preti (Mantova) Quarto ufficiale: Simone Sozza (Seregno) VAR: Aleandro Di Paolo (Avezzano) Assistente al VAR: Rosario Abisso (Palermo) Assistente di riserva: Salvatore Longo (Paola) | Regole dell'incontro: - due tempi regolamentari da 45 minuti ciascuno; - due tempi supplementari da 15 minuti ciascuno in caso di parità; - tiri di rigore in caso di ulteriore parità; inizialmente cinque per squadra, e a oltranza fino a spareggio in caso di ulteriore parità; - numero massimo di 23 giocatori per squadra a referto (11 in campo e 12 come potenziali sostituti); - cinque sostituzioni permesse nei tempi regolamentari; una sesta permessa nei tempi supplementari. |

## Tabellone (fase finale)
|  | Ottavi di finale | Ottavi di finale |   |          | Quarti di finale | Quarti di finale |  |            | Semifinali | Semifinali | Semifinali | Semifinali |  |          | Finale | Finale |
|  |                  |                  |   |          |                  |                  |  |            |            |            |            |            |  |          |        |        |
|  | Atalanta         | 2                |   |          |                  |                  |  |            |            |            |            |            |  |          |        |        |
|  | Venezia          | 0                |   |          |                  |                  |  |            |            |            |            |            |  |          |        |        |
|  | Venezia          | 0                |   | Atalanta | 2                |                  |  |            |            |            |            |            |  |          |        |        |
|  |                  |                  |   | Atalanta | 2                |                  |  |            |            |            |            |            |  |          |        |        |
|  |                  | Fiorentina       | 3 |          |                  |                  |  |            |            |            |            |            |  |          |        |        |
|  | Napoli           | Fiorentina       | 3 | 2        |                  |                  |  |            |            |            |            |            |  |          |        |        |
|  | Napoli           |                  |   | 2        |                  |                  |  |            |            |            |            |            |  |          |        |        |
|  | Fiorentina (dts) | 5                |   |          |                  |                  |  |            |            |            |            |            |  |          |        |        |
|  | Fiorentina (dts) | 5                |   |          |                  |                  |  | Fiorentina | 0          | 0          | 0          |            |  |          |        |        |
|  |                  |                  |   |          |                  |                  |  | Fiorentina | 0          | 0          | 0          |            |  |          |        |        |
|  |                  | Juventus         | 1 | 2        | 3                |                  |  |            |            |            |            |            |  |          |        |        |
|  | Juventus         | Juventus         | 1 | 2        | 3                | 4                |  |            |            |            |            |            |  |          |        |        |
|  | Juventus         |                  |   |          |                  | 4                |  |            |            |            |            |            |  |          |        |        |
|  | Sampdoria        | 1                |   |          |                  |                  |  |            |            |            |            |            |  |          |        |        |
|  | Sampdoria        | 1                |   | Juventus | 2                |                  |  |            |            |            |            |            |  |          |        |        |
|  |                  |                  |   | Juventus | 2                |                  |  |            |            |            |            |            |  |          |        |        |
|  |                  | Sassuolo         | 1 |          |                  |                  |  |            |            |            |            |            |  |          |        |        |
|  | Sassuolo         | Sassuolo         | 1 | 1        |                  |                  |  |            |            |            |            |            |  |          |        |        |
|  | Sassuolo         |                  |   | 1        |                  |                  |  |            |            |            |            |            |  |          |        |        |
|  | Cagliari         | 0                |   |          |                  |                  |  |            |            |            |            |            |  |          |        |        |
|  | Cagliari         | 0                |   |          |                  |                  |  |            |            |            |            |            |  | Juventus | 2      |        |
|  |                  |                  |   |          |                  |                  |  |            |            |            |            |            |  | Juventus | 2      |        |
|  |                  | Inter (dts)      | 4 |          |                  |                  |  |            |            |            |            |            |  |          |        |        |
|  | Milan (dts)      | Inter (dts)      | 4 | 3        |                  |                  |  |            |            |            |            |            |  |          |        |        |
|  | Milan (dts)      |                  |   | 3        |                  |                  |  |            |            |            |            |            |  |          |        |        |
|  | Genoa            | 1                |   |          |                  |                  |  |            |            |            |            |            |  |          |        |        |
|  | Genoa            | 1                |   | Milan    | 4                |                  |  |            |            |            |            |            |  |          |        |        |
|  |                  |                  |   | Milan    | 4                |                  |  |            |            |            |            |            |  |          |        |        |
|  |                  | Lazio            | 0 |          |                  |                  |  |            |            |            |            |            |  |          |        |        |
|  | Lazio (dts)      | Lazio            | 0 | 1        |                  |                  |  |            |            |            |            |            |  |          |        |        |
|  | Lazio (dts)      |                  |   | 1        |                  |                  |  |            |            |            |            |            |  |          |        |        |
|  | Udinese          | 0                |   |          |                  |                  |  |            |            |            |            |            |  |          |        |        |
|  | Udinese          | 0                |   |          |                  |                  |  | Milan      | 0          | 0          | 0          |            |  |          |        |        |
|  |                  |                  |   |          |                  |                  |  | Milan      | 0          | 0          | 0          |            |  |          |        |        |
|  |                  | Inter            | 0 | 3        | 3                |                  |  |            |            |            |            |            |  |          |        |        |
|  | Inter (dts)      | Inter            | 0 | 3        | 3                | 3                |  |            |            |            |            |            |  |          |        |        |
|  | Inter (dts)      |                  |   |          |                  | 3                |  |            |            |            |            |            |  |          |        |        |
|  | Empoli           | 2                |   |          |                  |                  |  |            |            |            |            |            |  |          |        |        |
|  | Empoli           | 2                |   | Inter    | 2                |                  |  |            |            |            |            |            |  |          |        |        |
|  |                  |                  |   | Inter    | 2                |                  |  |            |            |            |            |            |  |          |        |        |
|  |                  | Roma             | 0 |          |                  |                  |  |            |            |            |            |            |  |          |        |        |
|  | Roma             | Roma             | 0 | 3        |                  |                  |  |            |            |            |            |            |  |          |        |        |
|  | Roma             |                  |   | 3        |                  |                  |  |            |            |            |            |            |  |          |        |        |
|  | Lecce            | 1                |   |          |                  |                  |  |            |            |            |            |            |  |          |        |        |

## Classifica marcatori
| Gol | Rigori |  | Giocatore          | Squadra                      |
| --- | ------ |  | ------------------ | ---------------------------- |
| 4   |        |  | Dušan Vlahović     | Fiorentina (3), Juventus (1) |
| 3   |        |  | Nedim Bajrami      | Empoli                       |
| 3   |        |  | Olivier Giroud     | Milan                        |
| 3   | 1      |  | Leonardo Mancuso   | Empoli                       |
| 3   | 1      |  | Krzysztof Piątek   | Fiorentina                   |
| 2   |        |  | Federico Bonazzoli | Salernitana                  |
| 2   |        |  | Arturo Calabresi   | Lecce                        |
| 2   |        |  | Mirko Carretta     | Perugia                      |
| 2   |        |  | Moutir Chajia      | Como                         |
| 2   |        |  | Massimo Coda       | Lecce                        |
| 2   |        |  | Alessandro Deiola  | Cagliari                     |
| 2   |        |  | Paulo Dybala       | Juventus                     |
| 2   |        |  | Rafael Leão        | Milan                        |
| 2   |        |  | Lautaro Martínez   | Inter                        |
| 2   |        |  | Nikola Milenković  | Fiorentina                   |
| 2   |        |  | Diego Peralta      | Ternana                      |
| 2   |        |  | Roberto Pereyra    | Udinese                      |
| 2   |        |  | Ignacio Pussetto   | Udinese                      |
| 2   |        |  | Alexis Sánchez     | Inter                        |
| 2   |        |  | Lorenzo Venuti     | Fiorentina                   |
| 2   | 1      |  | Simone Corazza     | Alessandria                  |
| 2   | 1      |  | César Falletti     | Ternana                      |
| 2   | 1      |  | Gabriele Moncini   | Benevento                    |
| 2   | 1      |  | Ivan Perišić       | Inter                        |
| 2   | 1      |  | Fabio Quagliarella | Sampdoria                    |